# تیتانیا (دی‌سی کامیکس)
تیتانیا (به انگلیسی: Titania) یک شخصیت خیالی و فری در کتاب‌های کمیک آمریکایی منتشر شده توسط دی‌سی کامیکس است. این شخصیت توسط نویسنده نیل گیمن و طراح چارلز وس خلق شده‌است که برای اولین بار در شمارهٔ ۱۹ از مجموعه کمیک سندمن (سپتامبر ۱۹۹۰) حضور پیدا کرد. این شخصیت با الهام از شخصیت تیتانیا، ملکهٔ فری‌ها در نمایشنامه کمدی رؤیای شب نیمه تابستان اثر ویلیام شکسپیر ساخته شده‌است.